# Ceromya monstroscornis
Ceromya monstroscornis là một loài ruồi trong họ Tachinidae.